# Maksym Shemberev
Maksym Shemberev (né le 25 septembre 1993) est un nageur qui représente l'Ukraine jusqu'en 2015. Il est désormais redevenu azéri.
Il remporte le titre du 400 m quatre nages lors des Championnats du monde juniors de 2011 et termine deuxième du 200 m brasse.